# Steintanz von Netzeband

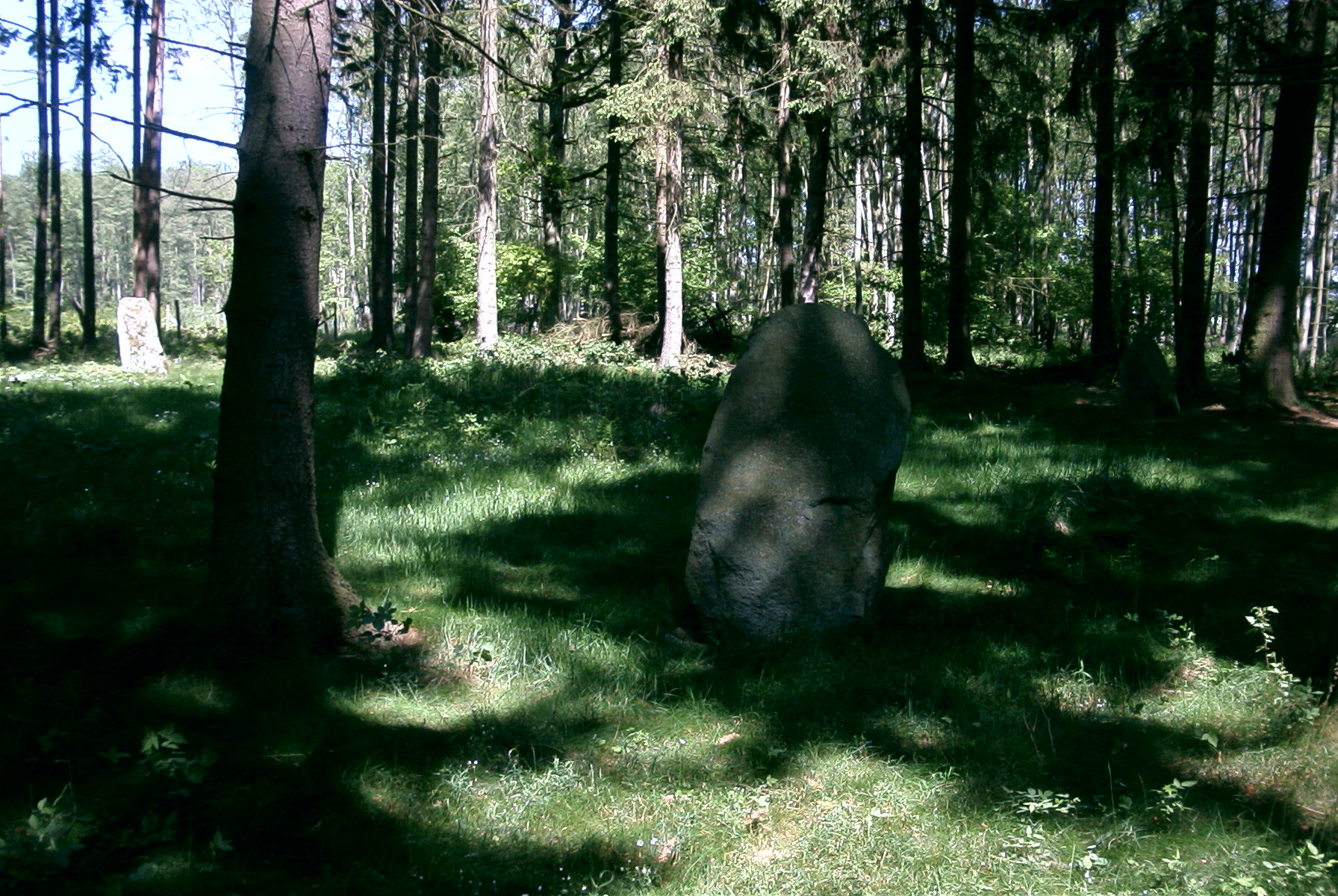
Steintanz von Netzeband

Der Steintanz von Netzeband, auch Steinkreis von Netzeband, liegt in der Gemeinde Katzow in der Gemarkung des Ortsteiles Netzeband im Landkreis Vorpommern-Greifswald. 

## Geografie

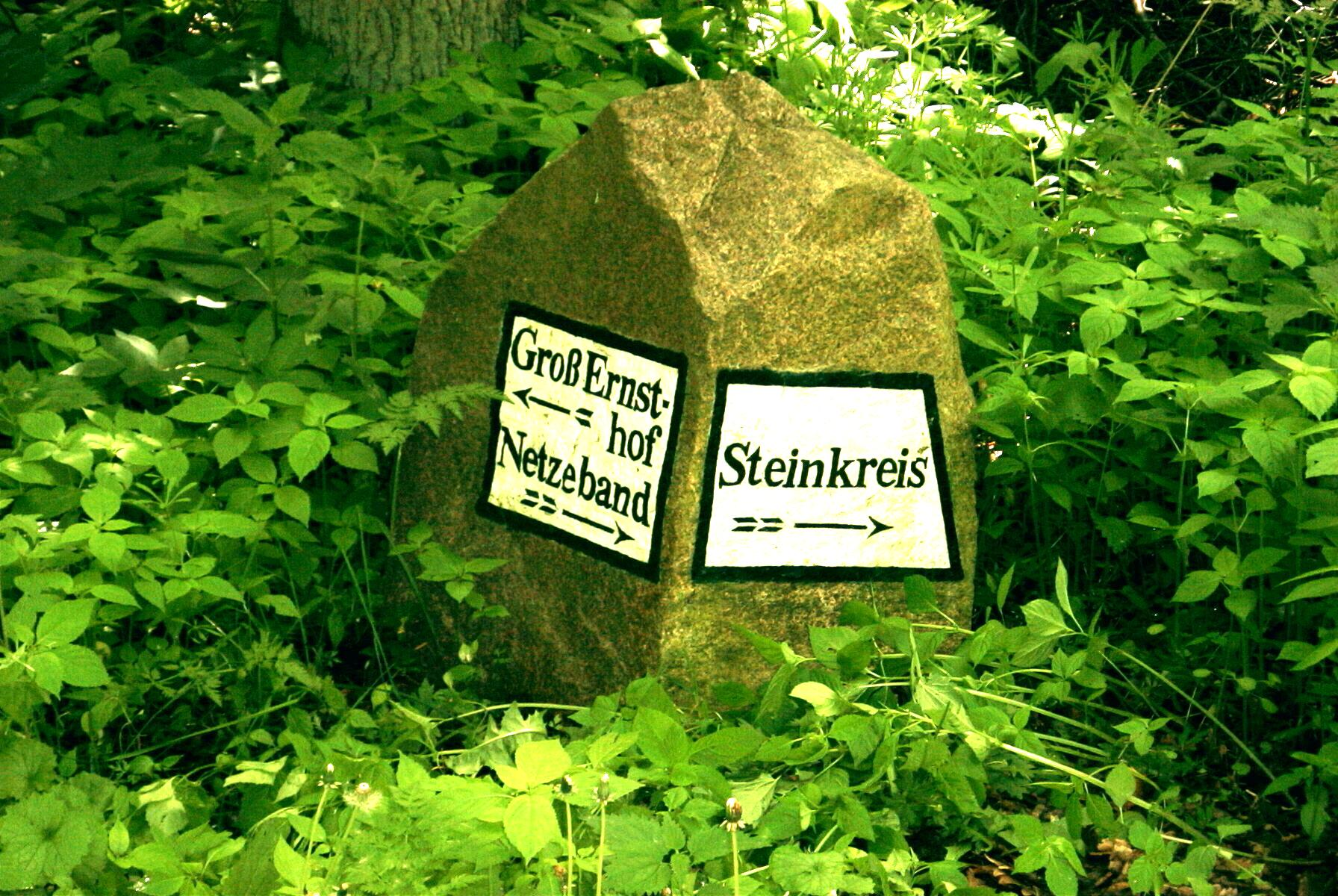
Wegweiserstein zum Steintanz von Netzeband

Der Steintanz liegt südwestlich von Groß Ernsthof in dem Waldgebiet in Richtung Netzeband. Östlich verläuft die L 262 und nordöstlich die K 22. Von dieser Abzweigung ist der Steintanz auf einem Platten- und Waldweg erreichbar. Der Zugang ist ausgeschildert, sogar von alters her mit Wegweisersteinen.

## Geschichte

Grabungsplan Steintanz Netzeband

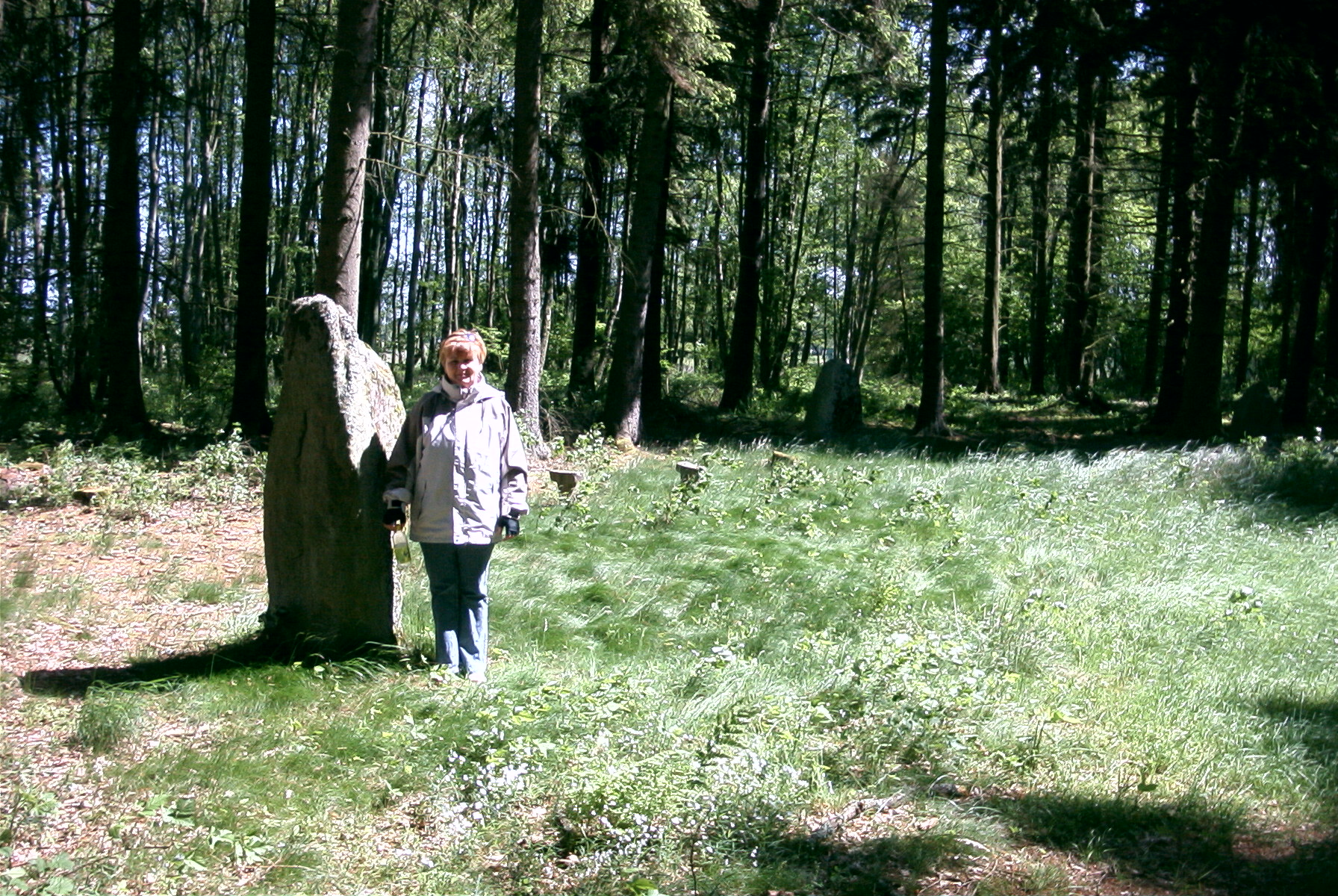
Steintanz Netzeband – Menhire bis zu 2 m hoch

Der Steintanz wurde erstmals 1826 erwähnt. 1878 erfolgte eine genaue Beschreibung durch den Katzower Pastor Adalbert Kasten. Dieser berichtete 1883 von der teilweisen Zerstörung des Steinkreises durch den Förster, gleichzeitig wurde das Zentral-Urnengrab freigelegt. Kasten konnte die Reste bergen und nach Stralsund schicken. 1917 wurde die Waldecke abgeholzt und 1922/1923 eine Schonung angelegt. Dabei wurden wieder Urnen freigelegt.
Hans-Jürgen Eggers grub 1927 den bezeichneten Abschnitt aus. Er barg 52 Urnengräber. Vom Prinzip her waren sie ähnlich in der Anlage, ca. 50 cm tief auf einer Steinpackung in gelbem festem Sand, darüber der ca. 20 cm dicke Humus, darin die Deckelsteine. Es gab überraschend kaum erhaltene Beigaben, besonders die datierenden Fibeln fehlten. Die Anlage wurde in die Mittel- bis Spätlatènezeit datiert.
1938 wurde dann die Grabung von Gau durchgeführt. Er deckte weitere 94 Gräber auf. Prinzipiell machte er die gleichen Beobachtungen wie Eggers, diesmal gab es aber mehrere Grabbeigaben, wie Schwerter, Fibeln, Knopfnadeln und vieles andere.
Nach den Aussagen wurde diese Grabanlage mehrere Jahrhunderte lang genutzt. Da höchstens 20 % der Innenfläche untersucht sind, wird es sich um mehrere hundert Urnengräber handeln, wobei feststellbar ist, dass es keine Doppelbestattungen (über- oder dicht nebeneinander) gab, was wohl durch die Deckelsteine verhindert wurde, die gleichzeitig als eine Art Grabsteine der Kennzeichnung dienten.
Nicht untersucht wurden Gebiete außerhalb des Steinkreises, die Aussagen von Waldarbeitern 1883 gingen dahin, dass sie außerhalb viele Urnen gefunden hatten.
Nach der Grabung sollte der Steinkreis durch die Forstverwaltung würdig gestaltet werden, mit freier Fläche um den Steinkreis und darin sowie begrenzender Ringpflanzung mit Buchen und Linden.
Die Gesamtanlage lässt sich im Bild schlecht erfassen, da der Außenring durch den Wald eingegrenzt wird.
In einer der Urnen war ein gefaltetes Schwert mit Scheide gefunden worden, das wohl als Grabbeigabe für einen Krieger oder Stammesfürsten gedient hat.
Nachdem sich im Laufe der Zeit wieder Bäume angesiedelt hatten und einer davon umbrach, zeigten sich 1990 wieder Teile von 17 Urnen. Bei den Funden aus dem Wurzelloch war auch ein römischer Bronzeeimer, deshalb wurde eine größere Grabung angeordnet. 1991 bis 1992 wurden weitere 101 Bestattungen ausgegraben. Mit dieser Grabung wurde der gesamte Innenkreis freigelegt.